# Granadeiro

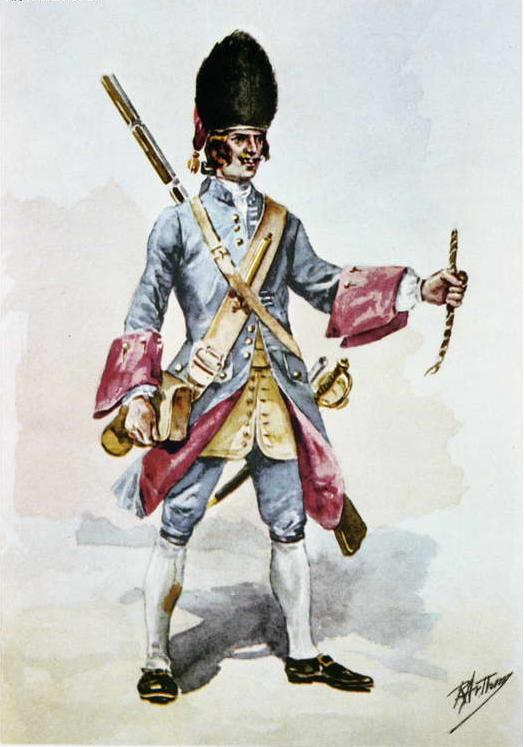
Granadeiro do Exército Português, em 1740.

Um granadeiro é um soldado especializado no lançamento de granadas. 
A especialidade de granadeiro foi estabelecida em meados do século XVII, tendo como funções específicas o lançamento de granadas de mão e, ocasionalmente, as operações de assalto, mas foram evoluindo com o passar do tempo. Pela especificidade das suas funções, os granadeiros eram tradicionalmente escolhidos de entre os soldados mais altos e mais fortes. No início do século XVIII, o lançamento de granadas de mão já não era relevante, mas continuavam a existir granadeiros, como soldados de assalto de elite. Normalmente, lideravam o assalto da infantaria durante as batalhas campais. Nas operações de sítio, também era frequente serem os granadeiros juntamente com os sapadores a liderar o assalto às brechas feitas nas muralhas.
Os granadeiros faziam quase sempre parte da infantaria. No entanto, durante o século XIX, a França, a Argentina e o Chile criaram unidades de granadeiros a cavalo, de cavalaria pesada, cujos soldados também eram escolhidos pelo seu tamanho e capacidade.
A partir da Primeira Guerra Mundial - para lá da designação honorífica mantida por certas unidades - ressurgiu a função militar de granadeiro, responsável pelo lançamento de granadas à mão ou através de lança-granadas.

## História

### Origens

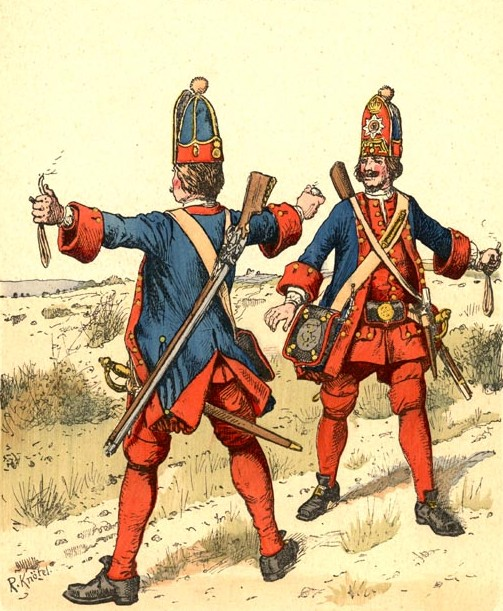
Granadeiros prussianos em 1715.

O conceito do lançamento de granadas remonta à dinastia Ming, época em que é referido o seu uso pelos soldados das guarnições da Grande Muralha da China. Nos exércitos ocidentais, as primeiras referências a soldados lançadores de granadas vêm da Áustria e da Espanha. Também são feitas referências a este tipo de soldados na Guerra Civil Inglesa. Contudo, foi o Rei Luís XIV de França quem criou oficialmente os granadeiros como um tipo de soldado e de unidade especializada no final do século XVII. Aparentemente, foi o tenente-coronel Jean Martinet quem introduziu a ideia de ter soldados destacados para o lançamento de granadas, no Régiment du Roi em 1667.
No Exército Francês, cada regimento de infantaria passou a incluir uma companhia de granadeiros, modelo que foi posteriormente seguido por grande parte dos restantes exércitos da Europa. Como a sua função implicava força física e sangue frio, os granadeiros eram selecionados de entre os soldados mais altos, mais fortes e mais experientes. Agrupando os melhores soldados de cada regimento e ocupando normalmente os flancos das formações de infantaria, as companhias de granadeiros passaram a ser também referidas como "companhias graduadas", "companhias de elite" ou "companhias de flanco". Estes termos passarão a designar o conjunto das companhias de granadeiros e de infantaria ligeira dos regimentos, com a introdução destas últimas em alguns exércitos no século XVIII. Sendo tropas de elite, logo no início da sua introdução, as companhias de granadeiros começaram a ser empenhadas em outras funções distintas da sua tarefa original de lançar granadas, nomeadamente em missões de maior dificuldade como a liderança das operações de assalto.

### Os granadeiros como tropas de elite
O uso da granada de mão declinou acentuadamente no início do século XVIII, um facto que pode ser atribuído à generalização da espingarda de pederneira e à melhoria da eficiência das táticas das linhas maciças de infantaria. Continuou contudo a existir a necessidade de tropas de assalto de elite, sendo as existentes companhias de granadeiros mantidas para este fim. Como foi atrás referido, o tamanho físico acima da média continuou como sendo o critério base de seleção de soldados para estas companhias. Este critério tradicional era especialmente aplicado quando do levantamento de novos regimentos, altura em que era necessário preencher rapidamente as companhias de granadeiros com novos recrutas. No entanto, posteriormente, este critério passava a ser menos importante, começando as vagas surgidas nas companhias de granadeiros a ser preenchidas por soldados selecionados, não tanto pelo seu tamanho, mas sobretudo pela sua experiência e pelas capacidades demonstradas.

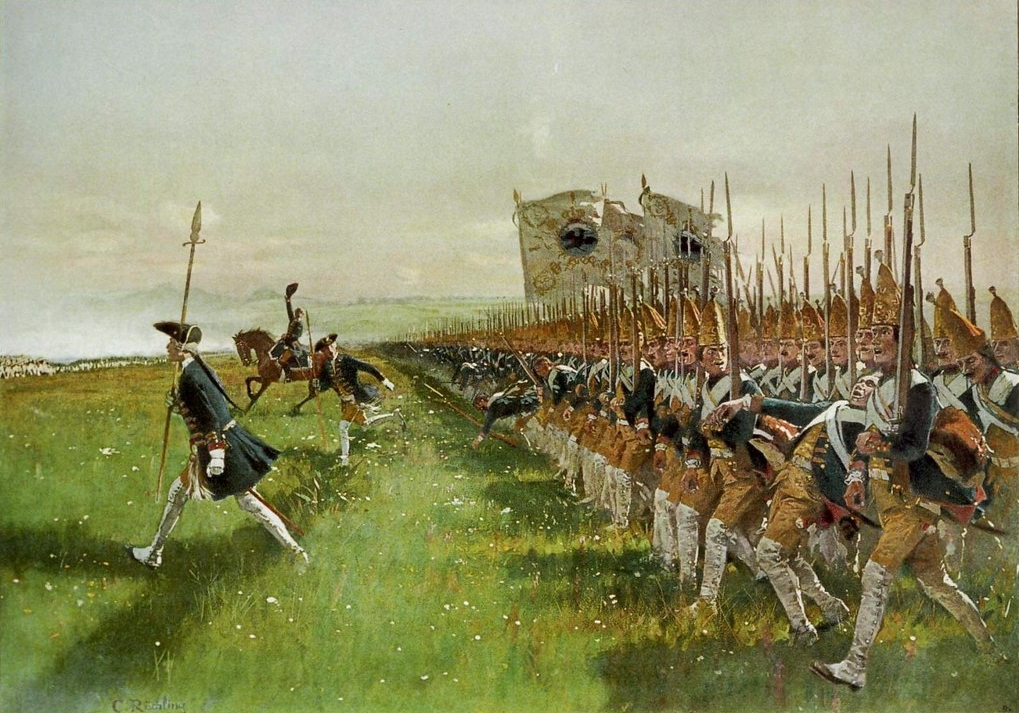
Granadeiros avançando no flanco de um regimento de infantaria do Exército Prussiano, em 1745.

Seja pelo seu aspeto, seja pela sua reputação, os granadeiros tenderam a transformar-se nas tropas de apresentação dos respetivos exércitos, sendo destacados para missões de grande visibilidade, com privilégios superiores aos das outras tropas. Por exemplo, as companhias de granadeiros eram normalmente dispensadas de funções rotineiras, como a faxina e as patrulhas, mas eram encarregues da guarda dos quartéis-generais. Quando um regimento formava em linha, a companhia de granadeiros ocupava sempre o flanco direito, considerado a posição mais honrosa.
Na maioria dos exércitos, eram também nas companhias de granadeiros que se incorporavam os sapadores regimentais - tradicionalmente equipados com machados e usando barbas compridas - que tinham a função de abrir itinerários e de realizar pequenos trabalhos de engenharia militar.
No âmbito das táticas militares em vigor na maioria dos exércitos ocidentais até início do século XIX, em campanha, as companhias de granadeiros eram destacadas dos seus regimentos de origem e agrupadas em batalhões provisórios de granadeiros. Ocasionalmente, poderiam ser inclusivamente formadas grandes unidades de granadeiros, como brigadas e mesmo divisões. Por outro lado, quando numa força em campanha não existia um número suficiente de companhias de granadeiros para formar um batalhão, estas poderiam ser agrupadas com as companhias regimentais de infantaria ligeira, formando batalhões mistos de elite (ocasionalmente referidos como "batalhões de flanco"). Finda a campanha, estas unidades provisórias eram dissolvidas, voltando as companhias de granadeiros aos regimentos de origem.

### Regimentos de granadeiros

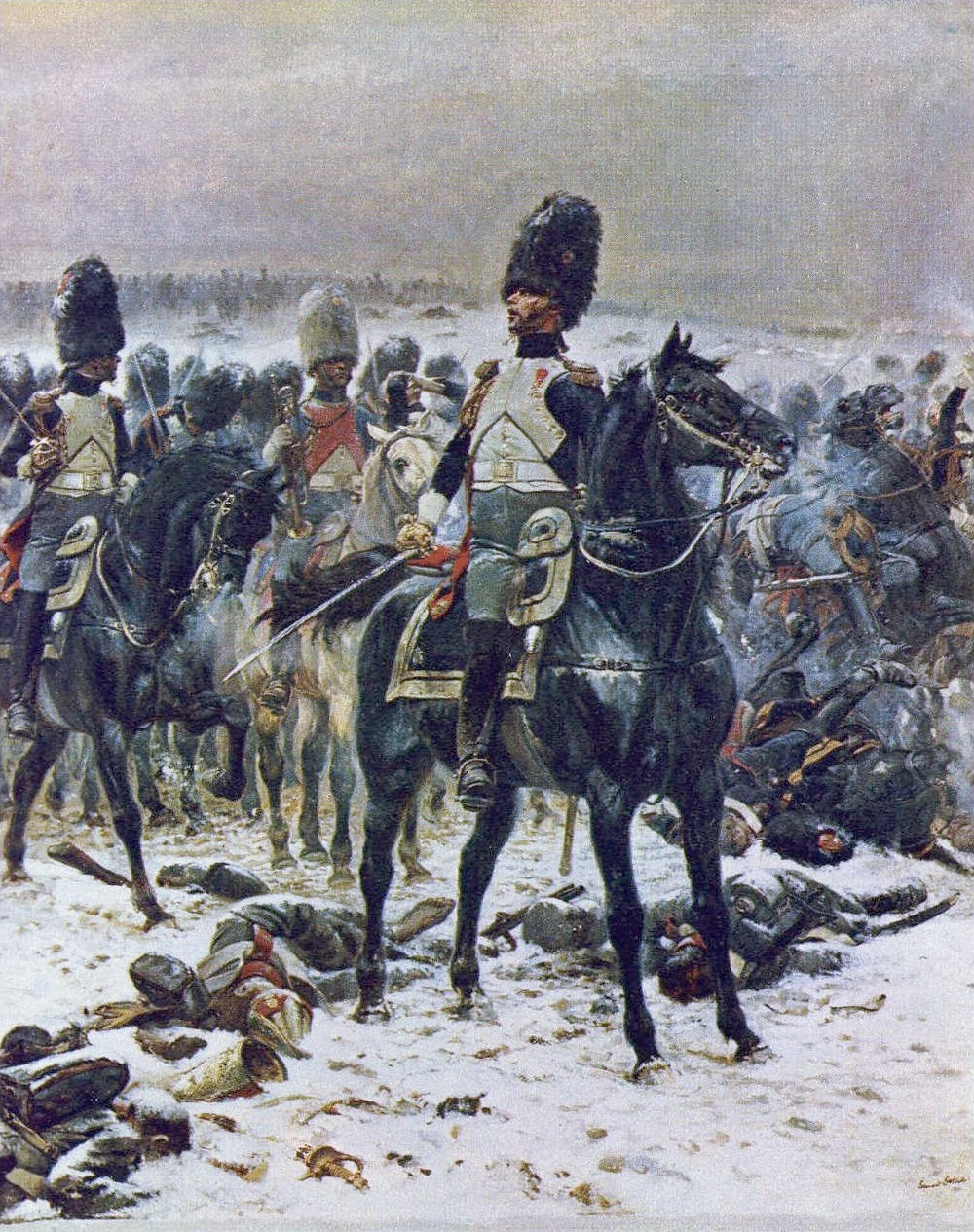
Granadeiros a cavalo da Guarda Imperial de Napoleão.

Devido ao prestígio associado aos granadeiros, em vários exércitos foi concedido o título honorífico de "granadeiros" a alguns  regimentos de elite. Ao contrário dos batalhões provisórios de granadeiros formados em campanha, os regimentos de granadeiros eram unidades permanentes, estando normalmente associados às guardas reais ou imperiais. O primeiros destes regimentos foi o dos Granadeiros de Postdam, transformado pelo Rei Frederico Guilherme I da Prússia, a partir de 1713, numa unidade de elite composta apenas por soldados com altura superior a 1,88 m (numa época em que altura média dos homens alemães era inferior a 1,64 m), que ficou por isso conhecida como os "Gigantes de Postdam". Ainda no século XVIII foram criados o Regimentos de Granadeiros da Guarda da Rússia e o de Granadeiros de Bombaim da Índia Britânica. Napoleão Bonaparte irá criar, no início do século XIX, uma série de regimentos de granadeiros no seio da sua Guarda Imperial, nomeadamente um regimentos de granadeiros a pé e outro de granadeiros a cavalo da Velha Guarda, quatro regimentos de granadeiros a pé e outro de fuzileiros-granadeiros da Média Guarda e dois regimentos de atiradores-granadeiros, dois de conscritos-granadeiros e um de flanqueadores-granadeiros na Jovem Guarda. Em 1815, o 1º Regimento de Guardas a Pé do Exército Britânico recebe o título de "granadeiros", passando a designar-se "Regimento de Guardas Granadeiros".
Com a padronização da instrução e das táticas de infantaria, deixou de ser necessária a existência de companhias de granadeiros ao nível regimental, sendo estas subunidades extintas na maioria dos exércitos, durante as décadas de 1850 e de 1860. A designação "granadeiros" foi contudo mantida como título honorífico de diversos regimentos. No início da Primeira Guerra Mundial, por exemplo, os exércitos da Alemanha e da Rússia mantinham uma série de regimentos de granadeiros. No Exército Russo, para lá do Regimento de Granadeiros da Guarda, existia o Corpo de Granadeiros com 16 regimentos. No Exército Alemão existiam cinco regimentos de granadeiros na Guarda Prussiana e 14 regimentos de granadeiros na infantaria de linha. Tanto no Exército Russo como no Alemão, os regimentos de granadeiros eram considerados unidades históricas de elite, usando uniformes com itens e distintivos especiais. No entanto, as suas funções e treino já não diferiam, na prática, das restantes unidades de infantaria.

### Granadeiros modernos
A partir da Primeira Guerra Mundial, a especialidade de granadeiro voltou a existir como função efetiva - e não apenas como título honorífico - na sequência da reintrodução do uso tático das granadas de mão. Em muitos exércitos, o termo "granadeiro" passou a designar os soldados especialistas no lançamento de granadas à mão ou através de vários tipos de lança-granadas.

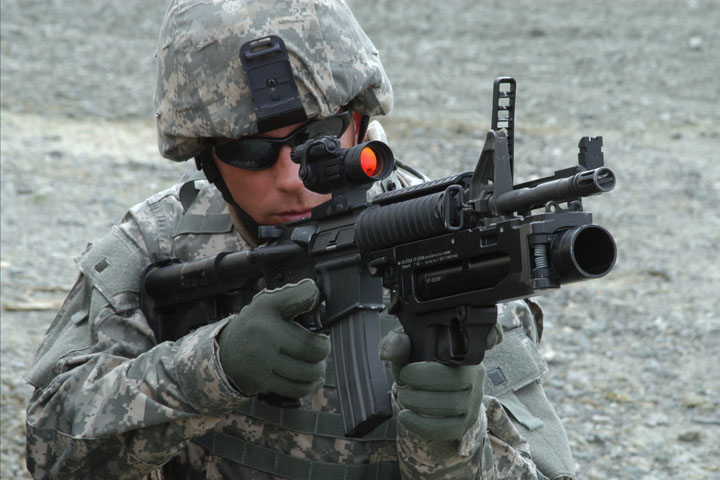
Moderno granadeiro do Exército dos EUA, armado com um lança-granadas XM320.

A última unidade conhecida a servir como granadeiros (usando a granada como arma principal) foi a Brigada de Granadeiros formada pelo Exército Soviético, na Segunda Guerra Mundial, durante as operações defensivas de outubro de 1941 do seu 4º Exército. Foi uma medida tomada em virtude da falta de armas ligeiras, sendo o comandante de brigada o major-general Timofeyev que havia servido nos regimentos de granadeiros do Exército Imperial Russo na Primeira Guerra Mundial.
Nos modernos exércitos da OTAN, normalmente existe um soldado granadeiro em cada secção dos pelotões de infantaria. Os granadeiros estão normalmente equipados com um lança-granadas ou dilagrama (dispositivo de lançamento de granadas de mão) montado sob o cano da sua arma de assalto. Consoante a situação tática, os granadeiros podem disparar granadas de vários tipos, como de alto-explosivo, antiblindagem, de fumo ou de iluminação. Além disso, todos os soldados de infantaria são treinados no lançamento de granadas de mão.

#### Panzergrenadier
Durante a Segunda Guerra Mundial, com o corrente contexto político-econômico do conflito e a constante modernização das diversas forças de defesa, o sucesso das manobras militares dependia da ligeira tomada de territórios. Em razão disso, as trincheiras caíram em desuso e, com elas, os granadeiros também sucumbiram. Uma vez que qualquer soldado sem especialização era capaz de portar explosivos ou granadas de mão sem a necessidade do uso de técnicas de arremessos entre trincheiras, poucos países mantinham regimentos de granadeiros, como a União Soviética. Entretanto, em 1942, visando aumentar o grau de especialidade da tripulação dos veículos blindados da infantaria, a Alemanha reativou os granadeiros totalmente repaginados, divididos em batalhões designados "Panzergrenadier" (alemão literal para "Granadeiros Blindados"), termo que a partir de então seria usado para se referir à infantaria mecanizada ou motorizada do exército alemão. Além das táticas convencionais aplicadas para o uso de carros de combate, a tripulação também era especializada no arremesso da Stielhandgranate e no uso de lança-foguetes Panzerschreck. Durante o combate, parte da tripulação desembarcava dos blindados e combatiam o inimigo, muitas vezes através dos flancos, utilizando estes explosivos. A estratégia servia para desmantelar a formação das tropas inimigas e causar avarias em seus veículos, auxiliando o avanço das viaturas Panzer. O poder destrutivo dos Panzergranadier e a resistência das linhas de defesa que conseguiam formar em questão de instantes, foram uma das principais razões do atraso no avanço dos Aliados no teatro de operações europeu e da Campanha Norte-Africana. Em resposta à sua notável eficiência, até hoje, o exército alemão mantém os Panzergranadier ativos como subunidades de combate de elite.

## Armas e uniformes dos granadeiros

### Granadas

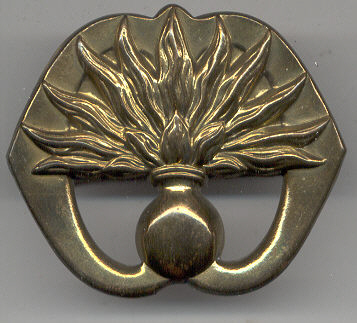
Emblema de boina dos Guardas Granadeiros dos Países Baixos, contendo uma granada flamejante.

As primeiras granadas de mão consistiam em pequenas esferas ocas de ferro - com uma dimensão semelhante à das atuais bolas de ténis - cheias de pólvora e com um orifício no topo onde estava presa uma mecha. A mecha era acesa e a granada lançada de imediato. Os granadeiros tinham que ser altos e suficientemente fortes para lançarem estes objetos pesados a uma distância suficientemente grande para os seus camaradas e eles próprios não serem atingidos pela explosão. Tinham que ter também um grande sangue frio para se colocarem na vanguarda, acenderem a mecha e atirarem a granada no momento exato de modo a atingir o inimigo e evitar que o mesmo atirasse a granada de volta. Compreensivelmente, estas condições fizeram com que os granadeiros fossem vistos como soldados de elite.
A própria granada - normalmente representada sob a forma de granada flamejante - tornou-se num emblema frequentemente usado nos uniformes dos granadeiros.

### Coberturas de cabeça
Os chapéus de abas largas usados pela infantaria do final do século XVII mostraram-se não ser adequados para o uso dos granadeiros, sendo substituídos por barretinas sem abas. Estas barretinas destinavam-se a facilitar, ao granadeiro, a manobra de colocar o seu mosquete pendurado às costas pela bandoleira (inicialmente, só os mosquetes dos granadeiros dispunham de bandoleiras), enquanto efetuava o lançamento de granadas. Além disso, uma cobertura sem abas permitia maior liberdade de movimento do braço quando do lançamento de uma granada. Por volta de 1700, os granadeiros de vários países tinham adoptado uma barretina em forma de mitra de bispo, frequentemente decorada com insígnias nacionais ou regimentais bordadas num tecido frontal. O uniforme dos granadeiros incluía um suporte de cinto para a pederneira destinada a acender a mecha da granada. Por tradição, o suporte de pederneira continuou a ser usado - como mero distintivo honorífico - nos uniformes dos granadeiros posteriores, mesmo quando estes já não utilizavam granadas.

#### A mitra

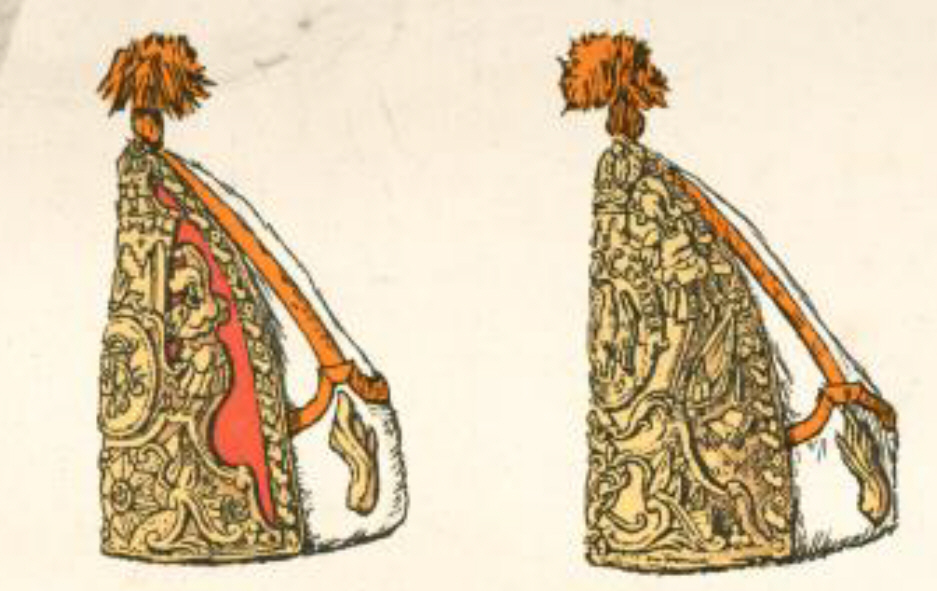
Mitras de granadeiros do Exército Prussiano, do século XVIII.

A mitra - normalmente feita em tecido rígido ou em metal - tornou-se no principal item distintivo dos uniformes dos granadeiros, sobretudo nos exércitos da Prússia, dos outros estados alemães, da Rússia e do Reino Unido. Em vez das mitras, os granadeiros de outros exércitos davam preferência às barretinas de pele de urso ou usavam outras distinções como plumas coloridas nos tricórnios e dragonas franjadas nos granadeiros franceses.
A mitra foi sendo gradualmente substituída pela barretina de pelo de urso. Em 1914, o seu uso só se mantinha em três regimentos da Guarda Prussiana e na Guarda Imperial Russa. Os granadeiros russos usaram as suas mitras com chapas metálicas frontais em serviço ativo até 1809 e, algumas destas, preservadas para uso em parada pelos Guardas de Pavlovski até 1914, ainda ostentavam os buracos de balas feitos em combate. Algumas sobreviveram até hoje, estando expostas em vários museus e coleções.

#### Barretina de pele de urso

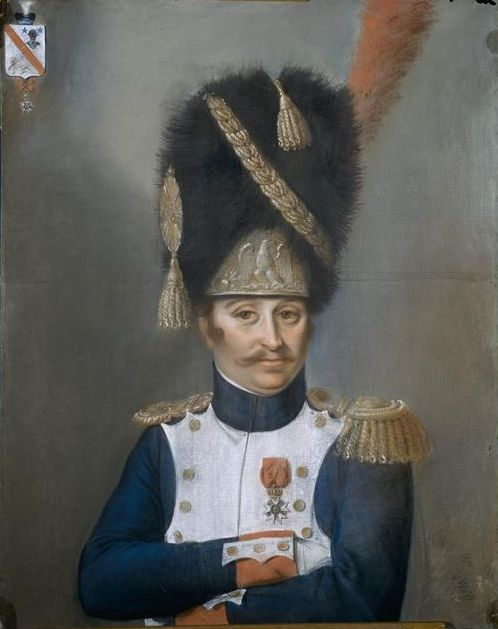
Barretina de pele de urso de um oficial de granadeiros da Guarda Imperial de Napoleão.

As barretinas de tecido usadas pelos primeiros granadeiros, ainda durante o século XVII, eram frequentemente avivadas com peles. Ainda na primeira metade do século XVIII, os granadeiros dos exércitos Espanhol, Francês e Português começaram a usar barretinas compridas feitas de pele de urso, com um topo em tecido colorido, por vezes com uma carapuça com borlas, tendo algumas delas placas frontais metálicas com emblemas. O objetivo destas barretinas seria o de aumentar a altura aparente dos granadeiros, dando-lhes um aspeto mais impressionantes tanto no campo de batalha como nas paradas.
No século XIX, o elevado custo das barretinas de urso e a dificuldade de as manter em boas condições, fez com que o uso desta forma de cobertura se limitasse a membros das guardas reais e imperiais, de bandas e a outros militares com funções cerimoniais. No entanto, no início do século XX, os guardas a pé britânicos ainda usavam barretinas de urso em manobras militares.
Imediatamente antes da Primeira Guerra Mundial, ainda eram usadas barretinas de urso para fins cerimoniais, em unidades dos exércitos Belga, Britânico, Dinamarquês, Neerlandês, Russo e Sueco. Não se inclui aqui o colbaque e outros tipos de coberturas de cabeça feitas em pele de urso menores que a barretina. Os Granadeiros da Sardenha do Exército Italiano readotaram recentemente a barretina de urso para fins cerimoniais, a qual tinha sido abandonada ainda no século XIX.
As barretinas de "pele de urso" em uso atualmente, na maioria dos casos já não são verdadeiramente feitas de pele de urso, sendo imitações feitas de material sintético.

## Granadeiros em vários países

### Alemanha
Os regimentos de granadeiros do Exército Alemão, incluindo os da Guarda Prussiana foram extintos a seguir à Primeira Guerra Mundial.
Na década de 1940, o título "granadeiro" foi restaurado para ser aplicado aos soldados e unidades de infantaria mecanizada. Cada um dos soldados de infantaria mecanizada passou designar-se "Panzergrenadier" (granadeiro blindado). Com o decorrer da Segunda Guerra Mundial, a designação "granadeiro" foi generalizada a toda a infantaria.
Em 1944, foi criada a designação Volksgrenadier (granadeiro do povo), que passou a ser aplicada como título das novas divisões de cariz defensivo então criadas. 
O termo Panzergrenadier continua a ser usado para designar as tropas de infantaria mecanizada do atual Exército Alemão.

### Argentina

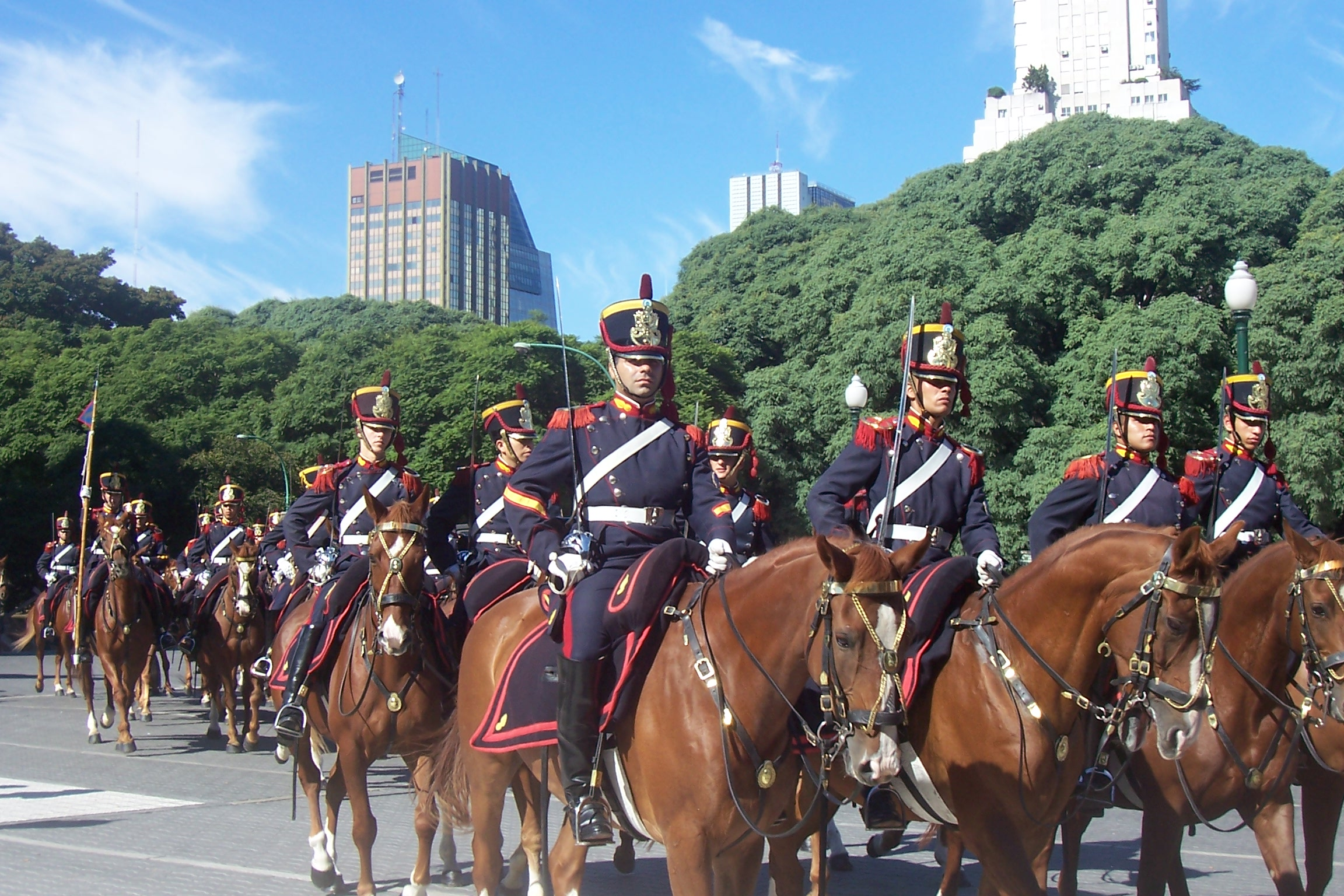
Granadeiros a cavalo do Exército Argentino.

O Exército Argentino mantém o Regimento de Granadeiros a Cavalo "General San Martín", uma unidade de escalão batalhão que serve de guarda presidencial e de escolta cerimonial a cavalo. Os seus soldados usam uniformes iguais aos da época em que o regimento foi originalmente formado em 1812. O seu primeiro comandante foi o herói nacional argentino José de San Martín. Ao contrário da maioria das unidades com o título de "granadeiros", o regimento argentino de granadeiros é uma unidade de cavalaria.

### Áustria
Á semelhança do que acontece na Alemanha, atualmente os Panzergrenadier (granadeiros blindados) constituem as tropas de infantaria mecanizada da Áustria. No Exército Federal da Áustria, existem os batalhões de granadeiros blindados nºs 35 e 13, pertencentes, respetivamente, às 3ª e 4ª brigadas de granadeiros blindados.

### Bélgica
A Componente Terrestre das Forças Armadas Belgas mantém dois regimentos de granadeiros aquartelados em Bruxelas. Levantados originalmente em 1837, a partir de companhias retiradas dos regimentos de infantaria de linha, os regimentos de granadeiros serviram com distinção em ambas as guerras mundiais. Em tempo de paz, os granadeiros têm uma função cerimonial correspondente às das guardas reais de outros países. Em 1999, o histórico grande uniforme azul e branco com barretina de pele de urso utilizado até à Primeira Guerra Mundial foi reintroduzido para fins cerimoniais. No entanto, a barretina de "pele de urso" é agora feita de material sintético.

### Brasil

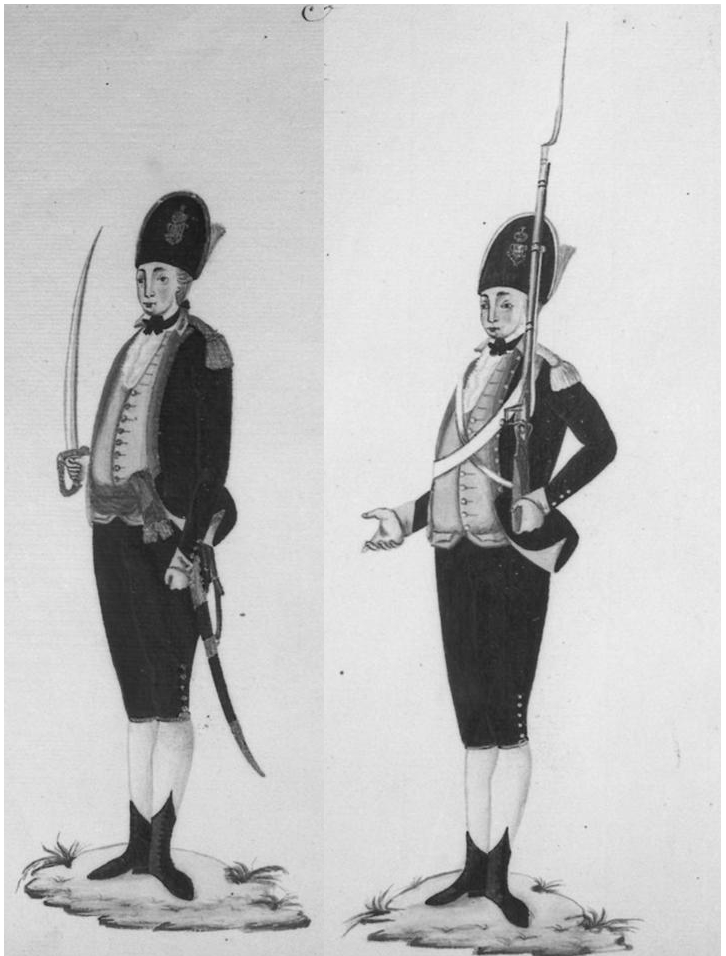
Granadeiros do Segundo Terço de Infantaria Auxiliar dos homens Pardos de Termo do Inficionado, Minas Gerais, 1786.

Antes da Independência do Brasil, os regimentos brasileiros seguiam o modelo do Exército Português, incluindo companhias de granadeiros na sua organização. Em 1818, por ordem do Rei D. João VI, as companhias de granadeiros dos três regimentos de infantaria do Rio de Janeiro foram retiradas de seus regimentos de origem e agrupadas a título permanente, formando o 1º Batalhão de Granadeiros.
Já depois da Independência e no âmbito do novo Exército Brasileiro, o Imperador D. Pedro I cria em 1823 o Corpo de Estrangeiros, composto essencialmente por mercenários alemães, que inclui o 1º Batalhão de Granadeiros Estrangeiros. Àquele acrescenta-se o 2º Batalhão de Granadeiros Estrangeiros, em 1824. Pouco depois, na organização de 1º de dezembro de 1824, estes dois batalhões são transformados, respetivamente, no 2º e 3º batalhões de granadeiros de 1ª linha, juntando-se ao 1º Batalhão que havia sido criado em 1818. Os batalhões de granadeiros são extintos pela organização do Exército de 1831.
Hoje em dia, os soldados granadeiros do Exercito Brasileiro são escolhidos logo após o período básico de formação militar inicial em seus respectivos quartéis, logo após os soldados participarem do Campo da boina onde ganham suas boinas,eles escolhem qual especialidade treinarão mais afundo, entre estas especialidades estão as de: Granadeiro, Fuzileiro, Atirador de MAG, Obuseiro e alguns vão para o CFC (Curso de Formação de Cabos) após escolhidas as suas especialidades eles treinarão no próprio quartel e nos acampamentos estas funções e ao término voltam para suas respectivas companhias.

### Canadá
Os Canadian Grenadier Guards (Guardas Granadeiros Canadianos) constituem um dos regimentos mais antigos da Reserva das Forças Armadas Canadianas. Além de funcionar como unidade de reserva, o regimento é responsável pela guarda cerimonial da residência oficial do governador-geral e do Parlamento do Canadá, além de outros locais de importância simbólica. Os Granadeiros Canadianos usam um uniforme semelhante ao dos Guardas a Pé britânicos, incluindo uma alta barretina de pele de urso.

### Chile
Tal como a sua vizinha Argentina, o Chile também mantém um regimento de granadeiros na arma de cavalaria. Regimento Escolta Presidencial n.º 1 "Granadeiros" do Exército do Chile foi criado em 1827 e participou em todas as grandes batalhas que envolveram o Chile no século XIX. Desde 1907, o regimento serve como escolta cerimonial a cavalo do Presidente do Chile.

### França

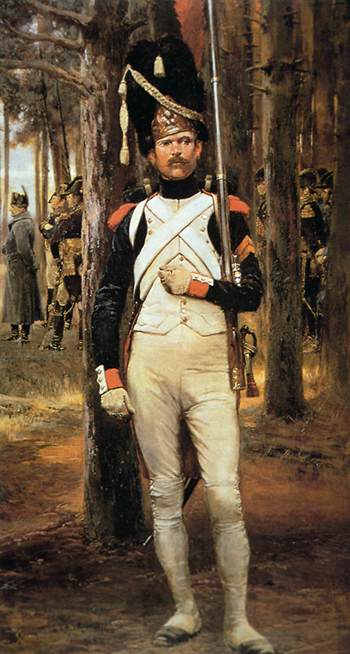
Granadeiro da Velha Guarda do Exército Napoleónico.

Antes da Revolução Francesa, os granadeiros formavam as companhias de elite no seio dos regimentos de infantaria de linha do Exército Francês, existindo uma por cada batalhão. A transferência para uma companhia de granadeiros era considerada uma recompensa. Os granadeiros recebiam um soldo superior, tinham melhor equipamento e estavam armados com sabres, em contraste com as simples baionetas dos fuzileiros.
Depois da Revolução, foram criados regimentos de granadeiros de elite, inicialmente no seio da Guarda Consular e depois na Guarda Imperial. Nas Guerras Napoleónicas foram organizadas grandes unidades de granadeiros, resultantes do agrupamento de companhias destacadas de vários regimentos. Uma delas foi a Divisão de Granadeiros de Oudinot, que ficou conhecida como a "coluna infernal".
Os granadeiros foram extintos no Exército Francês em 1870. No entanto, a granada flamejante tornou-se o emblema de toda a infantaria francesa. Hoje em dia a infantaria de linha usa uma granada de apenas cinco chamas, que não é representativa das tropas de elite. A granada das tropas de elite tem sete chamas e é hoje usada pela Legião Estrangeira e pela Gendarmaria.

### Índia
O The Grenadiers (Os Granadeiros) é um regimento do Exército Indiano. Este regimento tem origem nos Granadeiros de Bombaim, formado ainda no século XVIII e que era considerado o regimento de granadeiros mais antigo do Império Britânico.

### Itália

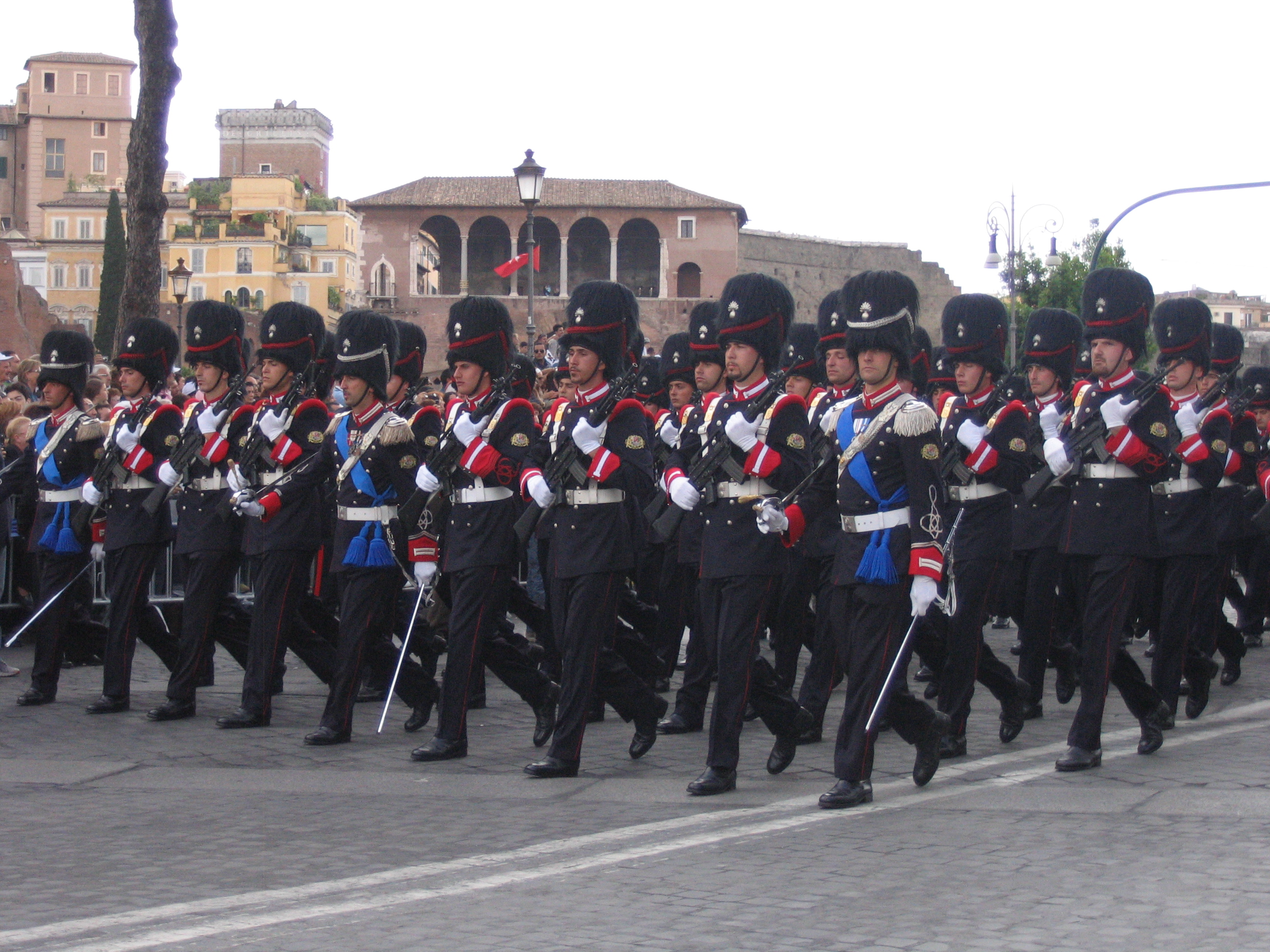
Granadeiros da Sardenha do Exército Italiano.

O 1º Regimento de Granadeiros da Sardenha é uma unidade de infantaria mecanizada, integrada na Brigada Mecanizada "Granadeiros da Sardenha" do Exército Italiano. Este regimento tem origem num regimento de guardas levantado inicialmente em 1659. Em ocasiões cerimonias, os granadeiros da Sardenha usam um uniforme azul do século XIX e uma barretina de pele de urso. O regimento é composto por dois batalhões, estando previsto que um deles seja separado para formar um segundo regimento de granadeiros.

### Noruega
No Exército Norueguês, o título Grenader"(granadeiro) é usado como designação dos soldados profissionais, para os distinguir dos soldados conscritos. Os granadeiros são empregues em funções que obrigam a uma maior experiência ou formação profissional.

### Países Baixos
Até recentemente, o Exército Neerlandês mantinha o Regimento de Granadeiros da Guarda, que mantinha o uso cerimonial da barretina de pele de urso introduzida no início do século XIX. Em 1995, este regimento foi fundido com o Regimento de Caçadores da Guarda, formando-se o Regimento de Granadeiros e Caçadores da Guarda. No novo regimento, duas das companhias são de caçadores e as outras duas são de granadeiros. Operacionalmente, este regimento funciona como uma unidade aerotransportada.

### Portugal

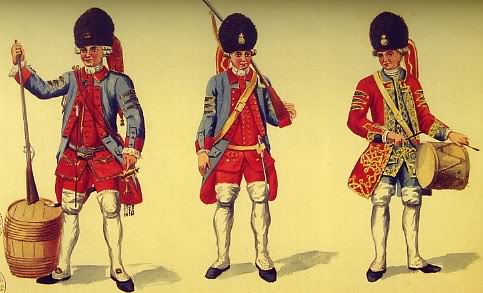
Granadeiros portugueses do primeiro regimento de infantaria do Porto, 1762

Os granadeiros foram oficialmente introduzidos no Exército Português em 1702, pelo Rei D. Pedro II, o qual determinou que cada terço de infantaria passasse integrar uma companhia de granadeiros. No entanto, provavelmente já existiam antes disso. Quando os terços foram transformados em regimentos de infantaria em 1707, cada um destes continuou a integrar uma companhia de granadeiros, além de 11 companhias ordinárias. A companhia de granadeiros era considerada a companhia graduada do regimento, sendo os seus soldados escolhidos de entre os mais experientes ou que tivessem demonstrado mais valor. Os soldados da companhia de granadeiros tinham um soldo superior e os quadros desta companhia estariam sempre completos, se necessário à custa de soldados retirados às companhias ordinárias. Nas companhias de granadeiros irão incorporar-se os porta-machados, soldados equipados com machados que serviam de sapadores regimentais.

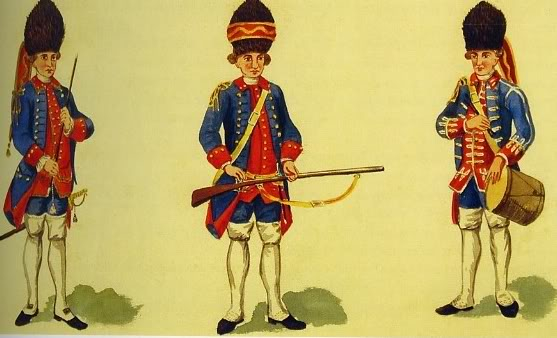
Granadeiros do segundo terço auxiliar do Porto, 1762.

Durante a primeira metade do século XVIII, em termos de uniformes, os granadeiros portugueses distinguiam-se pelo uso da mitra. A partir de meados do século, a mitra foi sendo gradualmente substituída pela barretina de pele de urso, por vezes com um emblema em forma de granada flamejante na parte frontal. A barretina de pele de urso estava ainda em uso na transição do século XVIII para o XIX, ainda que na época devesse, provavelmente, só ser usada para fins cerimoniais. Com o plano de uniformes de 1806, a barretina de pele de urso é definitivamente abolida (mais tarde será reintroduzida, mas apenas para uso dos porta-machados e dos tambores-mores regimentais). A partir de então, os granadeiros usarão uma cobertura de cabeça igual à dos restantes soldados, distinguindo-se apenas pelo uso de granadas como emblema, pelo uso de franjas nas dragonas e, mais tarde, pelo uso de penachos vermelhos.
Em 1763, é criado um regimento de granadeiros designado "Reais Estrangeiros". O Regimento dos Reais Estrangeiros consistiria num batalhão de cerca de 1000 granadeiros estrangeiros, um terço dos quais alemães, tendo sido constituído a partir dos dois regimentos suíços criados em 1762. O regimento seria extinto pouco tempo depois, em 1766.
Os regimentos de infantaria de linha do Exército Português irão manter uma única companhia de granadeiros até 1808. Segundo a organização do Exército decretada nesse ano, os regimentos deixam de ter uma companhia de caçadores - que havia sido introduzida em 1796 como segunda companhia graduada - que é substituída por uma segunda companhia de granadeiros. Passa a existir assim, uma companhia de granadeiros em cada um dos dois batalhões regimentais, que incluem também cinco companhias de fuzileiros cada um.
Em 1834, os regimentos voltam a perder a segunda companhia de granadeiros, que é substituída por uma companhia de atiradores.
Em 1842, é criado o Regimento de Granadeiros da Rainha (RGR). Este regimento é considerado uma unidade de elite, tando como missão principal a guarda pessoal da Rainha D. Maria II. No entanto, em 1855, o RGR foi transformado num convencional regimento de linha, passando a designar-se "Regimento de Infantaria Nº 2".
Com a evolução das táticas de infantaria, na década de 1860, acabam as distinções entre fuzileiros, atiradores e granadeiros, passando os regimentos de infantaria a compreender apenas companhias homogéneas de infantaria.
A partir da Primeira-Guerra Mundial, a função de granadeiro é reintroduzida, passando os pelotões de infantaria a incluir uma secção de granadeiros de mão e outra de granadeiros de espingarda (armados com lança-granadas montado na espingarda). Os pelotões de atiradores da década de 1930 incluem granadeiros de espingarda sendo atiradores-granadeiros (armados com espingarda e granadas de mão) os restantes soldados do pelotão. Hoje em dia, os pelotões de atiradores incluem granadeiros armados com lança-granadas.

### Reino Unido

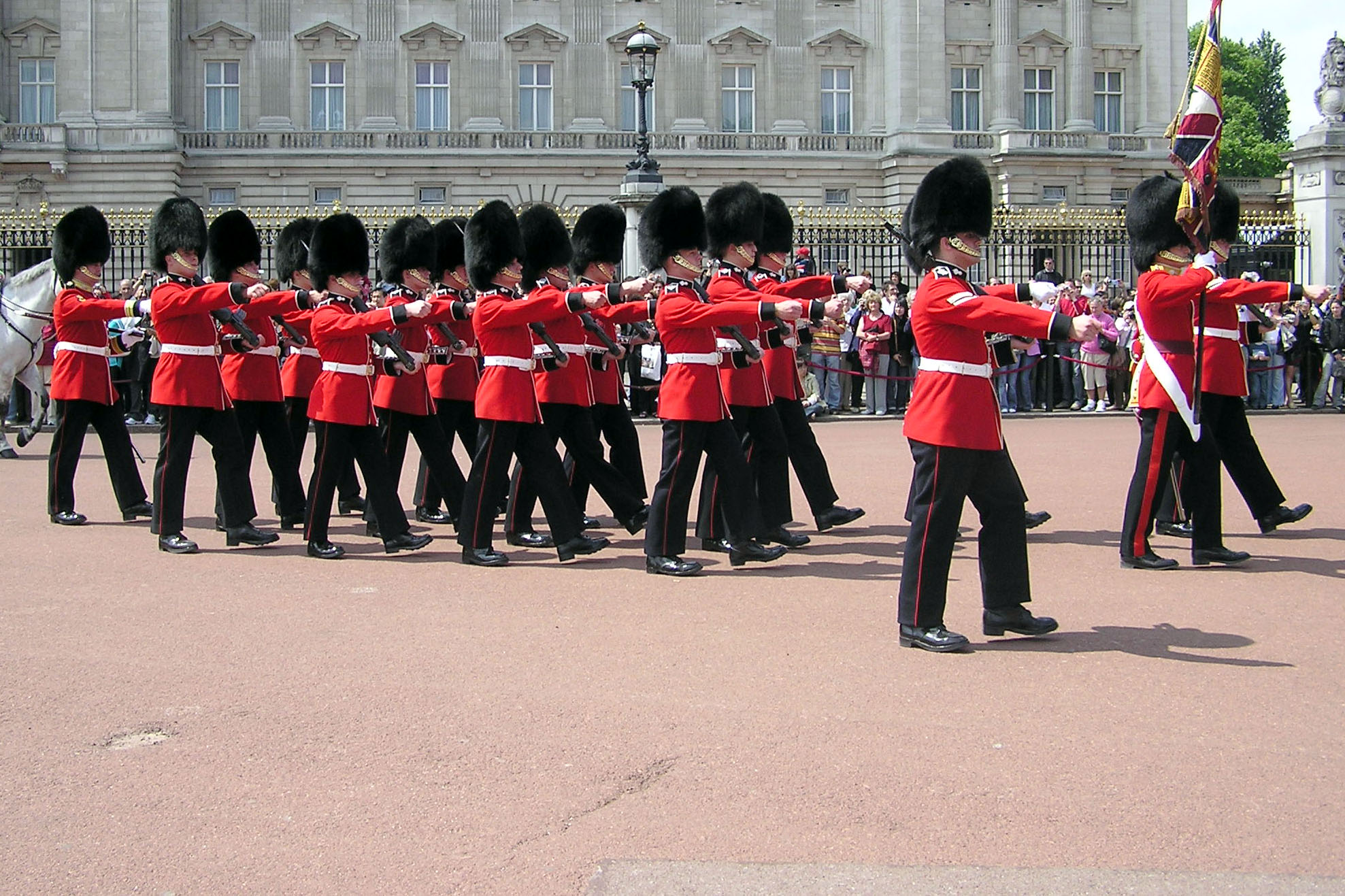
Guardas Granadeiros do Exército Britânico.

Os Grenadier Guards (Guardas Granadeiros) constituem o regimento mais graduado dos cinco de guardas a pé do Exército Britânico. Todos estes cinco regimentos usam cerimonialmente o famoso uniforme vermelho com a grande barretina de pele de urso, originalmente associada aos granadeiros. Além das suas funções cerimoniais, os Guardas Granadeiros têm funções operacionais como unidade de infantaria mecanizada.

### Suíça
No Exército Suíço, os granadeiros constituem as forças especiais de elite. São empregues em operações especialmente difíceis, sendo especializados em combate em áreas urbanizadas, operações antiterroristas, táticas de comandos, tiro de precisão, combate corpo a corpo e em outras áreas. Os granadeiros suíços são treinados em Isone, uma região montanhosa isolada no Sul da Suíça.